# La Truffe dans la gamelle

La Truffe dans la gamelle est un podcast sur la nutrition animale créé et animé par la vétérinaire nutritionniste Charlotte Devaux.

## Histoire
Le podcast est lancé en avril 2020 par Charlotte Devaux, vétérinaire titulaire d'un certificat en études supérieures (CES) de diététique féline et canine.

## Concept
Le podcast est destiné au grand public ainsi qu'aux vétérinaires et auxiliaires vétérinaires,. Il est axé sur l'alimentation des carnivores (chiens et chats) et propose des interviews d'acteurs de la nutrition. Chaque épisode traite d'un sujet particulier. Parmi les thèmes abordés, figurent le surpoids, la petfood et les aliments diététiques, la composition des croquettes ou les régimes carnés stricts.
Le podcast est sponsorisé par une marque d'aliments vétérinaires.

## Format
Les épisodes font entre 40 et 50 minutes. Le podcast est disponible sur les principales plateformes de streaming. En mars 2023, 16 épisodes sont disponibles.